# Hãy cắt tóc theo lối sống xã hội chủ nghĩa

Ảnh chụp từ bản phát sóng trên truyền hình của Hãy cắt tóc theo lối sống xã hội chủ nghĩa, cho thấy hai kiểu tóc được chấp nhận, do các công nhân nhà máy tại CHDCND Triều Tiên làm mẫu.

Hãy cắt tóc theo lối sống xã hội chủ nghĩa (Chosŏn'gŭl: 사회주의적생활양식에 맞게 머리단장을 하자) là một chương trình truyền hình tại Bắc Triều Tiên. Đây là một phần của chiến dịch tuyên truyền của chính phủ về các tiêu chuẩn ăn mặc và vệ sinh cá nhân vào những năm 2004–2005.
Chương trình được phát sóng trên Đài Truyền hình Trung ương Triều Tiên từ thủ đô Bình Nhưỡng và các trích đoạn từ chương trình sau đó được phát lại trên kênh truyền hình Anh Quốc BBC One. Nội dung chương trình cho rằng độ dài của tóc có thể ảnh hưởng tới trí tuệ con người, một phần do sự phát triển của tóc làm tiêu thụ nhiều dưỡng chất, khiến năng lượng đưa lên não bộ bị suy giảm. Tuy một số nhà nghiên cứu có cho rằng não và tóc có thể cản trở sự phát triển lẫn nhau theo quan điểm về tiến hóa, cắt tóc hoàn toàn không ảnh hưởng tới tốc độ mọc tóc. Đây là một phần trong một chiến dịch lâu dài của chính phủ Triều Tiên hạn chế các kiểu tóc và thời trang được cho là đi ngược lại với "các giá trị của chủ nghĩa xã hội".

## Hạn chế thời trang tại Bắc Triều Tiên
Các tiêu chuẩn về ăn mặc và đầu tóc như vậy đã tồn tại lâu dài trong xã hội Bắc Triều Tiên. Kim Jong-il nổi tiếng với kiểu tóc húi cua mà giới truyền thông phương Tây gọi là "Speed Battle Cut" khi ông bắt đầu nổi lên từ đầu những năm 1980, mặc dù sau đó ông đã chuyển lại qua kiểu tóc bồng cạnh ngắn theo thân phụ mình. Sau khi Kim Jong-il thay cha làm Chủ tịch, một số hạn chế về thời trang phương Tây được nới lỏng. Phụ nữ được tạo kiểu xoăn vĩnh viễn, đàn ông có thể để tóc dài hơn một chút, kể cả nhảy nơi công cộng cũng được cho phép. Cho dù có được nới lỏng hơn vào những năm đầu khi Kim Jong-il lên nắm quyền, những dấu hiệu rõ ràng của thời trang phương Tây như quần bò tiếp tục bị cấm hoàn toàn, và những người đàn ông có tóc dài có thể bị bắt và bị ép buộc phải cắt tóc.
Theo nhật báo Lao động tân văn của Bắc Triều Tiên, nhà lãnh đạo đang chiến đấu trong một cuộc du kích chống lại sự xâm nhập bất ngờ có thể xảy ra của thế lực tư bản tới ngoại hình cá nhân. Cùng với tóc dài, giày bẩn cũng được xác định là ví dụ của văn hóa phương Tây, và sẽ dẫn đất nước tới đổ nát nếu được làm theo.

## Series truyền hình
Series bắt đầu vào năm 2004, là một phần của chương trình truyền hình Lẽ thường tình (Common Sense). Vào mùa thu năm đó, một chiến dịch truyền thông lớn hơn (cả trên báo chí, đài phát thanh và truyền hình) bắt đầu hướng dẫn cách ăn mặc đúng đắn và các ngoại hình gọn gàng cho đàn ông. Chương trình khuyến khích các kiểu tóc ngắn, như các kiểu cắt húi cua, các kiểu tóc thấp, giữa và cao. Chương trình nói rằng độ dài của tóc nên giữ trong khoảng 1 đến 5 cm (0,4 đến 2,0 in), và khuyên đàn ông nên đi cắt tóc mỗi 15 ngày. Các kiểu tóc chính thức của nước này cho phép đàn ông trên 50 tuổi nuôi tóc dài tới 7 cm (2,8 in) để che bớt chỗ hói.
Một series đầu gồm 5 phần của chương trình giới thiệu các kiểu cắt tóc được chính thức ủng hộ, trong khi series sau đó tiến thêm một bước nữa bằng cách chỉ một số người đàn ông làm ví dụ về cách không nên cắt tóc ai đó. Với mỗi ví dụ, chương trình đều chỉ rõ tên và nơi sinh sống (hoặc làm việc) của người đó qua dòng chữ trên màn hình và/hoặc qua giọng nói. Ví dụ, trong một tập vào tháng 1 năm 2005, một công dân Bắc Triều Tiên tên là Ko Gwang Hyun, một người có mái tóc bù xù che tai, được đưa ra như một hình mẫu tiêu cực, với lời bình luận của người giới thiệu: "Chúng ta không thể không đặt dấu hỏi với khẩu vị về văn hóa của đồng chí này, một người còn không thể cảm thấy xẩu hổ với mái tóc của mình. Liệu ta có thể mong một người đàn ông với cái đầu bù xù này hoàn thành tốt nhiệm vụ?"
Tại Bình Nhưỡng, nhiều bài viết của giới truyền thông phương Tây mô tả rằng một camera ẩn đã được lắp đặt để bắt những công dân có kiểu tóc không thích hợp. Đây là một phần của một chương trình truyền hình được phát sóng cùng giờ với Hãy cắt tóc theo lối sống xã hội chủ nghĩa. Người vi phạm sẽ được phỏng vấn và được yêu cầu tự giải thích. Tên và địa chỉ của họ cũng được loan báo trên truyền hình.